# Qulinez
Qulinez est un duo de disc jockeys et producteurs suédois fondé en 2012.
En 2016, le duo signe chez Armada Music en tant qu'artiste exclusif du label.

## Discographie

### Singles
- 2012 : Troll [Size Records]
- 2012 : Dynamic [Size Records]
- 2012 : BAMF [Size Records]
- 2013 : Drop It [Dim Mak Records]
- 2013 : Noise [Spinnin Records]
- 2013 : Archangel [Wall Recordings]
- 2014 : Rising Like The Sun (inc. Tony Junior Remix) [SPRS]
- 2014 : Pegasus [Cr2 Records]
- 2014 : Let's Rock [Dim Mak Records]
- 2015 : Body Dancing [Armada Music]
- 2015 : Hookah [Mainstage Music (Armada Music)]
- 2015 : Perfection (avec twoloud) [Wall Recordings]
- 2016 : I Feel (avec Jetfire ft. Karmatek) [DOORN (Spinnin)]
- 2016 : In My Arms (avec Sex Panther) [Armada Music]
- 2016 : Hold Me Now [Armada Music]
- 2016 : Kali (avec Futuristic Polar Bears) [Armada Music]
- 2018 : Tutankhamun [Revealed Recordings]

### Remixes / Edits
- 2012 : The Joy Formidable - A Heavy Abacus (Qulinez Remix) [Canvasback/ATL]
- 2012 : Don Diablo - Silent Shadows (Qulinez Remix) [Columbia (Sony)]
- 2012 : Jack Beats - Jack Beats feat. Donae'o (Qulinez Remix) [Deconstruction (Sony)]
- 2012 : Bingo Players, Heather Bright - Don't Blame The Party (Mode) (Qulinez Remix) [Hysteria]
- 2012 : Calvin Harris, Florence Welch - Sweet Nothing (Qulinez Remix) [Columbia (Sony)]
- 2014 : Cash Cash - Satellites (Qulinez Remix) [Big Beat Records]
- 2014 : Francesco Yates - Call (Qulinez Remix) [Atlantic Records]
- 2015 : Dash Berlin, Christon Rigby - Underneath The Sky (Qulinez Remix) [Armada Trice]